# Desigual
Desigual és una empresa tèxtil multinacional, amb seu a Barcelona. Va ser fundada l'any 1984 pel suís Thomas Meyer. És coneguda pels seus dissenys de patchwork. Entre 2002 i 2009 va tenir un creixement d'un 60% anual, amb una facturació de més de 250 milions d'euros el 2009 i de 560 milions d'euros el 2011. El 2014 va facturar 963 milions d'euros, amb un benefici net de gairebé 135 milions d'euros. El març de 2015 tenia una plantilla de 1.900 empleats, 895 dels quals al seu centre operatiu a Barcelona.

## Història

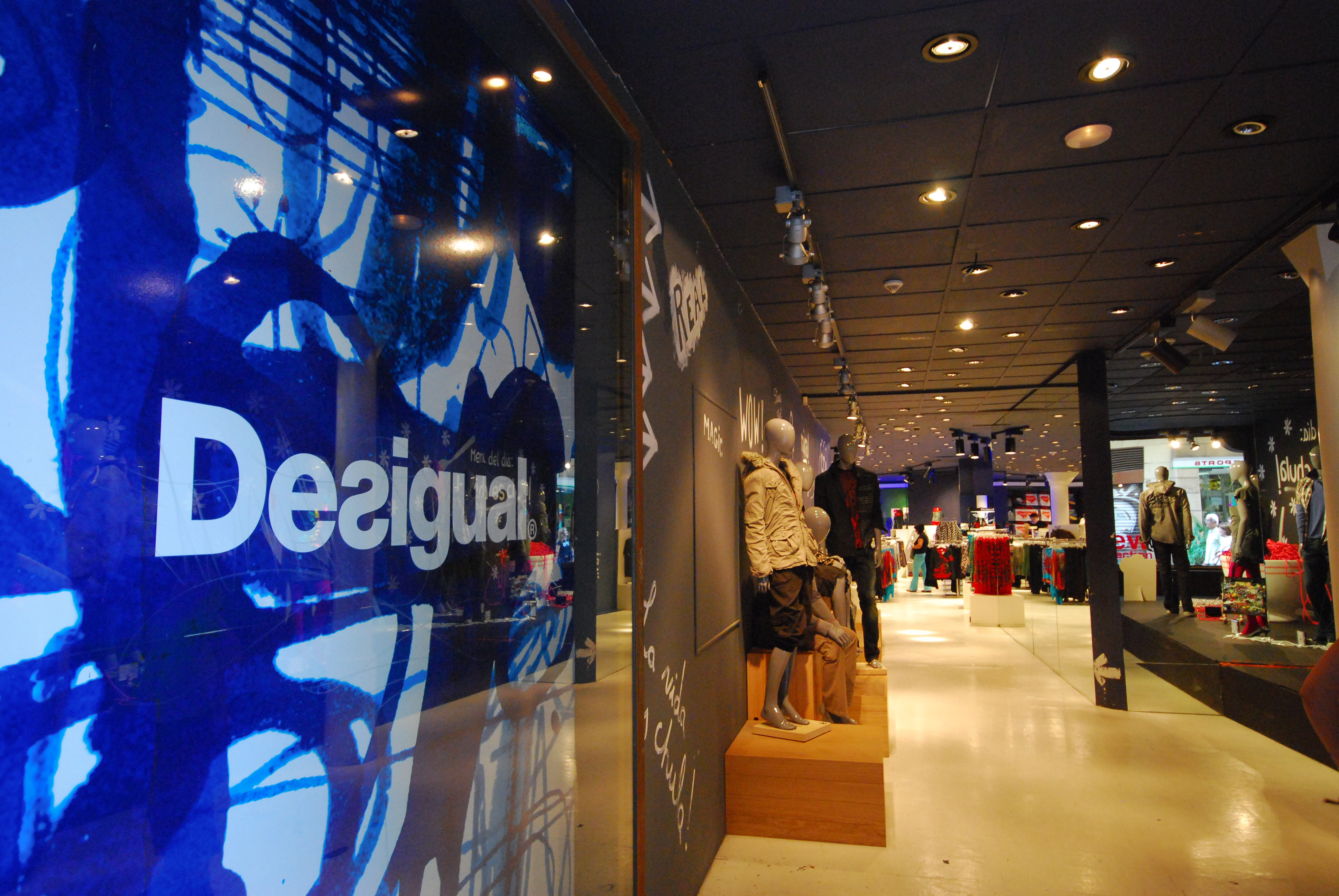
Botiga Desigual a Barcelona

La marca va ser fundada l'any 1984 pel ciutadà suís Thomas Meyer, president i director creatiu. Amb l'esforç, el treball i la col·laboració de Thomas Meyer i Manel Adell, director executiu des de 2002, la marca s'ha internacionalitzat, mantenint la seu central a Barcelona.
L'any 2010 va firmar un acord per comprar una nova seu corporativa a Barcelona, a prop de l'Hotel Vela, que disposarà de més d'11.000 metres quadrats. L'obra, amb finalització prevista per a finals del 2011, acollirà l'equip de disseny de la companyia, compost per més de 120 dissenyadors de diferents nacionalitats. Compartiran espai amb la resta de departaments del grup, que té més de 700 empleats arreu d'Espanya, 400 dels quals desenvoluparan la seva tasca a la nova seu de Barcelona.
L'octubre de 2021 la plantilla de l'empresa fou notícia per l'aprovació d'una prova pilot de jornada laboral de 4 dies, de moment només per la plantilla de les oficines centrals de Barcelona, que va comptar amb una participació del 98% de més de 500 persones amb dret a vot, passant així de les 39,5 hores setmanals a les 34,5 amb una reducció salarial del 6,5%. Tanmateix, sindicats com UGT hi van posar pegues i no van descartar la impugnació.

## Col·leccions
L'equip de disseny de Desigual prepara cada temporada una col·lecció de més de 1.000 peces de roba i complements, basant-se en un concepte comú a tota la línia. Real Life, Magic Stories, Luxury Feelings, Me&You, Better&Better, Wow, Life is Cool, All Together i Handmade són alguns dels temes que ha usat la marca.